# Енциклопедія фентезі
Енциклопедія фентезі (англ. The Encyclopedia of Fantasy) — довідник із фентезі 1997 року за редакцією Джона Клюта та Джона Гранта. Автори (кількість окремих та спільних статей): Джон Клют (1024 та 66), Джон Грант (697 та 38), Майк Ешлі (338 і 2), Дейвід Ленгфорд (191 і 40), Браян Стейблфорд (191 і 8), Рон Тайнер (141 і 32), Білл Коттер (75), Грегорі Філі (68 та 7) та інші.

## Історія
Книжка здобула премію Ітона, премію Г'юго, Всесвітню премію фентезі, премію «Локус» та Міфопоетичну премію. Профільне видання Library Journal описало The Encyclopedia of Fantasy як «першу в своєму роді» і «відмінну та легкочитанну».
Від листопада 2012 року повний текст The Encyclopedia of Fantasy доступний в інтернеті як додаток до онлайн-видання Енциклопедія наукової фантастики. Проте, редактори останньої заявили, що вони не планують оновлення Енциклопедії фентезі, принаймні в найближчому майбутньому.

## Формат та зміст
Енциклопедію фентезі видано у форматі, який збігається з другим виданням 1993 Енциклопедії наукової фантастики. Вона містить 1049 сторінок, понад 4000 статей та близько одного мільйона слів. Переважну більшість статей написали Клют, Грант і Ешлі. Пізніше видання, що вийшло на CD, містить численні зміни.
Енциклопедія фентезі використовує систему класифікації подібну до Енциклопедії наукової фантастики, але не включає покажчика тематичних статей. Його пізніше додано до онлайн-версії. Одна з основних відмінностей полягає в тому, що немає статей, які стосуються видавничої справи.
В Енциклопедії фентезі часто вводили нові терміни для тем статей, замість того, щоб використати ті, які раніше з'являлися в критичній літературі.

## Видання
- Clute, John and Grant, John. The Encyclopedia of Fantasy (1st UK edition). London: Orbit Books, 1997. ISBN 978-1-85723-368-1 (тверда палітурка)
- Clute, John and Grant, John. The Encyclopedia of Fantasy. New York: St Martin's Press, 1997. ISBN 0-312-15897-1 (тверда палітурка)
- Clute, John and Grant, John. The Encyclopedia of Fantasy (2nd US edition). New York: St Martin's Griffin, 1999. ISBN 0-312-19869-8 (м'яка палітурка)

## Нагороди
- 1998 — премія Г'юго за найкращу роботу[12].
- 1998 — спеціальна нагорода World Fantasy[en] за професіоналізм[13].
- 1998 — премія Локус для наукової літератури[14].

## Сприйняття
Книгу охарактеризовано як «відмінне джерело фантазій, що добре читається». Галузеве видання Library Journal назвало «Енциклопедію фентезі» «першою в своєму роді».

## Неологізми
Енциклопедія часто створювала нові терміни замість того, щоб використати заголовки, які раніше могли з'являтися в критичній літературі. Наприклад:
- Instauration Fantasy: історія, в якій трансформується реальний світ; першим повноцінним прикладом для авторів є «Маленький, великий» (1981) Джона Кровлі.
- Thinning: поступова втрата або руйнація магії або життєвої сили, як коли ельфи залишають Середзем'я у Володарі перснів. У багатьох романах Тіма Пауерса жителі 20-го століття можуть творити чудеса, але не так легко, як це можна було зробити в попередні століття.
- Wainscots: таємні товариства, що ховаються від основного потоку суспільства, як у «Позичальниках» Мері Нортон.
- Water Margins: зміщувані або погано визначені межі, що використовуються як фізичний опис та метафора; прикладом є японська телевізійна адаптація «Річкового прибережжя»
- Polder: визначається як «розмежовані анклави жорсткої реальності», які вводяться перетином порога. Як приклад можна згадати Шангрі-Ла — долину в «Книзі Трьох» Ллойда Александра.
- Crosshatch: ситуація, коли демаркаційна лінія між двома реальностями розмита і «два чи більше світів можуть одночасно населяти одну й ту саму територію» — наприклад, як у «Сні літньої ночі» Вільяма Шекспіра.
- Taproot texts: приклади фентезійної літератури, що передує появі фентезі як жанру наприкінці XVIII століття, такі як «Буря» Шекспіра.
- Pariah elite: маргінальна, але унікально талановита або обізнана меншість.
- Into the woods: процес трансформації чи переходу в новий світ, що позначається входом у ліс чи між дерева.
- Wrongness: зростання усвідомлення того, що у світі щось «не так», наприклад, коли гобіти вперше бачать Назґула у «Володарі перснів».
- Slick Fantasy: стиль написання Фентезі, який використовує певні специфічні теми: як правило, угоду з дияволом, три бажання або обмін ідентичністю. Названо так тому, що це були фентезійні історії, які, найчастіше, публікувалися не в дешевих журналах, а в кращих виданнях.